# Jean Nidetch
Jean Nidetch (nascida Jean Evelyn Slutsky) (Nova Iorque, 12 de outubro de 1923 - 29 de abril de 2015) foi cofundadora da organização Vigilantes do Peso (Weight Watchers).

## Início da vida
Nidetch nasceu em Brooklyn, Nova Iorque, filha de David Slutsky, um motorista de táxi, e Mae Slutsky, uma manicure. Como estudante da Girls' High School, Nidetch recebeu uma bolsa parcial para estudar na Long Island University, mas não pôde comparecer devido a falta de recursos financeiros. Nidetch se matriculou em um curso de negócios no City College of New York. Quando seu pai morreu em 1942, Nidetch desistiu do curso e começou a trabalhar.

## Carreira
O primeiro trabalho de Nidetch foi na Companhia Mullin Furniture no bairro Jamaica, em Nova Iorque. Mais tarde, ela trabalhou para a Man O'War Publishing Company e no Internal Revenue Service. Nidetch conheceu o marido no IRS.
Um dona de casa com excesso de peso e com obsessão auto-confessa para comer carne, Nidetch tinha experimentado inúmeros dietas. Em 1961, seguiu um regime prescrito por uma clínica patrocinada New York City Board of Health. Depois de emagrecer 9,07 kg, ela contatou vários amigos com sobrepeso e fundou um grupo de apoio que se encontrava semanalmente, e foi constituído, em 15 de maio de 1963, como uma organização denominada Vigilantes do Peso.
Em 1978, o Vigilantes do Peso foi vendido para a H. J. Heinz Company. Nidetch, que permaneceu como consultora na organização, estabeleceu programas de bolsas na Universidade da Califórnia em Los Angeles e na Universidade de Nevada, em Las Vegas.
Faleceu em 29 de abril de 2015, em Parkland, Flórida, aos 91 anos.